# Хайке Дрехслер
Хайке Габриела Дрехслер (на немски: Heike Drechsler) е състезателка по лека атлетика от Източна Германия и после от Обединена Германия.
През 1983 г. в Хелзинки 18-годишната за първи път Дрехслер става световна шампионка в дългия скок и остава най-младата световна шампионка в дисциплината за всички времена.
От 1986 до 1998 г. на всяко европейско първенство по лека атлетика печели златните медали в тази дисциплина. На олимпиадата в Сеул през 1988 г. достига до бронзов олимпийски медал. През 1992 г. в Барселона за първи път става златна олимпийска медалистка, а през следващата 1993 г. отново е световна шампионка. На олимпиадата в Сидни през 2000 г. завоюва за втори път олимпийското злато. Целта на атлетката е да завърши спортната си кариера на Олимпиадата в Атина, но поради проблеми в квалификациите тя не успява да вземе участие. На 12 септември 2004 г. окончателно прекратява спортната си кариера.
С нейния съпруг Андреас Дрехслер имат син Тони, роден през 1989 г. Тя живее със семейството си в Карлсруе.